# Phyllotreta cruciferae
Espèce
Synonymes
- Chrysomela cruciferae Goeze, 1777[1]
- Phyllotreta atra var. cruciferae (Goeze)[1]

Phyllotreta cruciferae, qui a pour nom commun Altise des crucifères, est une espèce de coléoptère de la famille des Chrysomelidae.

## Description
Phyllotreta cruciferae mesure de 1,8 à 2,5 millimètres. Il est de couleur bleuâtre métallique, vert ou bronze, les deuxième et troisième segments antennaires sont jaunes. Ses élytres sont fortement ponctués. Les espaces entre les points du pronotum sont généralement clairement ridés. Comme toutes les autres espèces de Phyllotreta, il se caractérise par ses pattes postérieures épaissies, qui lui permettent de sauter.
Les œufs sont jaune pâle, ovales, de 0,38 à 0,46 mm de long et de 0,18 à 0,25 mm de large. Les larves mesurent environ trois à 5 mm et sont des vers blanchâtres, minces et cylindriques avec de petits sternums et une capsule céphalique brune. Les pupes sont blanchâtres, à peu près de la même taille que les coléoptères adultes et ont les yeux noirs.

## Répartition
Phyllotreta cruciferae est présent dans toute l'Europe et également en Amérique du Nord, où il fut introduit d'Europe comme un néobiote.

## Cycle de vie
Phyllotreta cruciferae a une génération par an. En tant que coléoptère adulte, il hiverne généralement d'octobre à mars dans les haies, les bosquets et la couche de litière. Rarement, on le trouve également dans les champs de Brassica napus. Avec la montée des températures à 14 °C, les coléoptères apparaissent au printemps. À partir d'une température de 17,8 °C, ils peuvent voler sans restriction. Au début de la période de végétation, ils se nourrissent des feuilles de la végétation restante, comme le colza spontané, la moutarde des champs, les mauvaises herbes ou les plantes hôtes hivernantes. Avec l'augmentation progressive de la végétation, ils se propagent davantage et se nourrissent notamment des parties aériennes des plantes crucifères. Ils préfèrent les plantes crucifères récemment germées. Ils sont particulièrement actifs par temps chaud, sec et sans vent avec des températures de 15 à 27 °C. Ils s'accouplent vers la fin mai, après quoi les femelles pondent jusqu'à 25 œufs par groupes de un à quatre dans le sol en juin. Les coléoptères qui ont hiverné restent actifs jusqu'à la fin juin environ et commencent à mourir au début juillet. Les larves éclosent des œufs après environ 12 jours et se nourrissent des racines secondaires des plantes hôtes. Après la phase larvaire, qui dure de 25 à 34 jours et au cours de laquelle elles passent par trois stades larvaires, les pupes dorment. Celle-ci se déroule dans le sol et dure environ sept à neuf jours du début à la mi-juillet. Les coléoptères de la nouvelle génération éclosent de fin juillet à début septembre et se nourrissent également des parties aériennes de la plante telles que les feuilles et les gousses des Brassicacées. En automne, ils cherchent un abri pour l'hiver.

## Parasitologie
Phyllotreta cruciferae affecte de nombreuses cultures et mauvaises herbes dicotylédones. Cependant, il n'attaque pas les plantes monocotylédones et les mauvaises herbes telles que les graminées. Les plantes hôtes se trouvent dans de nombreuses familles de plantes. Les plus nombreuses sont les Brassicacées, où c'est le ravageur le plus courant et le plus destructeur, suivies des Capparacées. Les deux familles appartiennent à l'ordre des Brassicales.
L'insecte est un parasite des plantes Alliaria petiolata, Alyssum, Arabis, Armoracia, Barbarea vulgaris, Brassica napus, Brassica nigra, Brassica oleracea, Camelina sativa, Cardamine amara, Lepidium draba, Descurainia sophia, Erucastrum gallicum, Erysimum, Isatis, Lepidium ruderale, Lobularia maritima, Nasturtium officinale, Neslia paniculata, Pseudoturritis turrita, Raphanus raphanistrum, Raphanus sativus, Rapistrum perenne (de), Reseda alba, Rorippa amphibia, Sinapis alba, Sinapis arvensis, Sisymbrium altissimum, Sisymbrium officinale, Sisymbrium orientale (de), Tropaeolum.